# Alan Jones

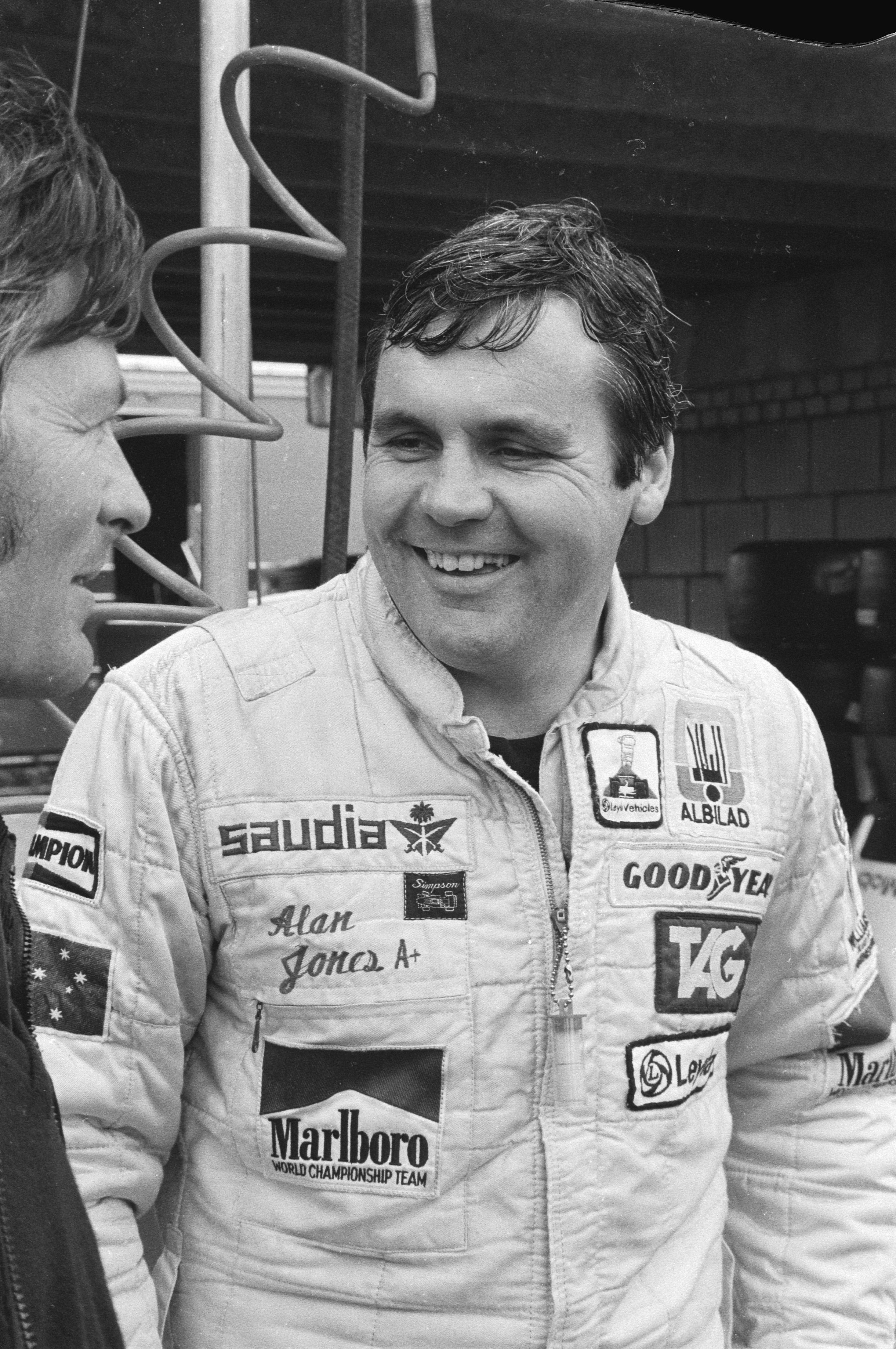
Alan Jones

Alan Jones (2 de novembre de 1946, Melbourne, Austràlia) fou un pilot de curses automobilístiques australià que guanyà el campionat del món a la Temporada 1980 de Fórmula 1.

## Carrera esportiva
Alan Jones va debutar a la quarta cursa de la temporada 1975 (la 26a temporada de la història) del campionat del món de la Fórmula 1, disputant el 27 d'abril del 1975 el GP d'Espanya al circuit de Montjuïc.
Va participar en un total de cent disset curses puntuables pel campionat de la F1, disputades en deu temporades no consecutives (1975-1981, 1983 i 1985-1986), aconseguint dotze victòries i vint-i-quatre podis i assolí un total de cent noranta-nou punts pel campionat del món de pilots.
Va proclamar-se campió del món la temporada 1980 amb l'equip WilliamsF1, aconseguint el primer títol per l'escuderia.

### Resultats a la Fórmula 1
| Any  | Equip                           | Xassís   | Motor | 1 | 2                                                                                            | 3       | 4         | 5       | 6       | 7         | 8       | 9       | 10      | 11      | 12                   | 13      | 14      | 15      | 16      | 17  | Posició | Punts   |
| ---- | ------------------------------- | -------- | ----- | --- | -------------------------------------------------------------------------------------------- | ------- | --------- | ------- | ------- | --------- | ------- | ------- | ------- | ------- | -------------------- | ------- | ------- | ------- | ------- | --- | ------- | ------- |
| 1975 | Harry Stiller Racing            | Hesketh  | Ford  | ARG \| BRA \| SUD \| bgcolor="#EFCFFF"\| ESP Ret                                                          | MON Ret                                                                                      | BEL Ret | SUE 11    |         |         |           |         |         |         |         |                      |         |         | 17è     | 2       |     |         |         |
| 1975 | Embassy Racing                  | Hill     | Ford  | |                                                                                              |         |           |         |         |           | HOL 13  | FRA 16  | GBR 10  | ALE 5   | AUT \| ITA \| USA \| |         |         | 17è     | 2       |     |         |         |
| 1976 | Durex Team Surtees              | Surtees  | Ford  | BRA | SUD \|bgcolor="#CFCFFF"\| O.USA NC                                                           | ESP 9   | BEL 5     | MON Ret | SUE 13  | FRA Ret   | GBR 5   | ALE 10  | AUT Ret | HOL 8   | ITA 12               | CAN 16  | USA 8   | JAP 4   |         | 15è | 7       |         |
| 1977 | Shadow Racing Team              | Shadow   | Ford  | ARG \| BRA \| SUD \|bgcolor="#EFCFFF"\| O.USA Ret                                                         | ESP Ret                                                                                      | MON 6   | BEL 5     | SUE 17  | FRA Ret | GBR 7     | ALE Ret | AUT 1   | HOL Ret | ITA 3   | USA Ret              | CAN 4   | JAP 4   | 7è      | 22      |     |         |         |
| 1978 | Williams Grand Prix Engineering | Williams | Ford  | ARG Ret                                                                                                   | BRA 11                                                                                       | SUD 4   | O.USA 7   | MON Ret | BEL 10  | ESP 8     | SUE Ret | FRA 5   | GBR Ret | ALE Ret | AUT Ret              | HOL Ret | ITA 13  | USA 2   | CAN 9   |     | 11è     | 11      |
| 1979 | Saudi Arabian Airlines Williams | Williams | Ford  | ARG 9 | BRA Ret                                                                                      | SUD Ret | O.USA 3   | ESP Ret | BEL Ret | MON Ret   | FRA 4   |         |         |         |                      |         |         |         |         |     | 3r      | 40 (43) |
| 1979 | Saudi Arabian Airlines Williams | Williams | Ford  | |                                                                                              |         |           |         |         |           |         | GBR Ret | ALE 1   | AUT 1   | HOL 1                | ITA 9   | CAN 1   | USA Ret |         |     | 3r      | 40 (43) |
| 1980 | Saudi Arabian Airlines Williams | Williams | Ford  | ARG 1 | BRA 3                                                                                        | SUD Ret | O.USA Ret | BEL 2   | MON Ret | FRA 1     | GBR 1   | ALE 3   | AUT 2   | HOL 11  | ITA 2                | CAN 1   | USA 1   |         |         |     | 1r      | 67 (71) |
| 1981 | TAG Williams Racing Team        | Williams | Ford  | O.USA 1                                                                                                   | BRA 2                                                                                        | ARG 4   | SMR 12    | BEL Ret | MON 2   | ESP 7     | FRA 17  | GBR Ret | ALE 11  | AUT 4   | HOL 3                | ITA 2   | CAN Ret | LVG 1   |         |     | 3r      | 46      |
| 1983 | Arrows Racing Team              | Arrows   | Ford  | BRA \|bgcolor="#EFCFFF"\| O.USA Ret                                                                       | FRA \| SMR \| MON \| BEL \| E.USA \| CAN \| GBR \| ALE \| AUT \| HOL \| ITA \| EUR \| SUD \| |         | -         | 0       |         |           |         |         |         |         |                      |         |         |         |         |     |         |         |
| 1985 | Haas Lola                       | Lola     | Hart  | BRA \| POR \| SMR \| MON \| CAN \| E.USA \| FRA \| GBR \| ALE \| AUT \| HOL \|bgcolor="#EFCFFF"\| ITA Ret | BEL \|bgcolor="#EFCFFF"\| EUR Ret                                                            | SUD NVS | AUS Ret   |         | -       | 0         |         |         |         |         |                      |         |         |         |         |     |         |         |
| 1986 | Haas Lola                       | Lola     | Hart  | BRA Ret                                                                                                   | ESP Ret                                                                                      |         |           |         |         |           |         |         |         |         |                      |         |         |         |         |     | 12è     | 4       |
| 1986 | Haas Lola                       | Lola     | Ford  | |                                                                                              | SMR Ret | MON Ret   | BEL 11  | CAN 10  | E.USA Ret | FRA Ret | GBR Ret | ALE 9   | HUN Ret | AUT 4                | ITA 6   | POR Ret | MEX Ret | AUS Ret |     | 12è     | 4       |

### Resum
| Curses: | Victòries: | Pòdiums: | Poles: | Voltes ràpides: | Punts:    |
| ------- | ---------- | -------- | ------ | --------------- | --------- |
| 117     | 12         | 24       | 6      | 13              | 199 (206) |